# Gimnàstica als Jocs Olímpics d'Estiu de 1920
Als Jocs Olímpics de 1920 celebrats a la ciutat d'Anvers (Bèlgica) es disputaren quatre proves de gimnàstica, totes elles en categoria masculina. La competició de gimnàstica tingué lloc a l'Estadi Olímpic d'Anvers entre els dies 23 i 27 d'agost.

## Nacions participants
Hi participaren un total de 250 gimnastes d'onze nacions diferents:
| - Bèlgica (48) - Dinamarca (45) - Egipte (2) - Estats Units (4) - França (29) - Regne Unit (27) | - Itàlia (27) - Mònaco (2) - Noruega (26) - Suècia (24) - Txecoslovàquia (16) |

## Resum de medalles
| Prova                              | Or | Argent | Bronze |
| Concurs complet individual detalls | Giorgio Zampori | Marco Torrès | Jean Gounot |
| Concurs complet per equips detalls | ItàliaArnaldo Andreoli · Ettore Bellotto · Pietro Bianchi · Fernando Bonatti · Luigi Cambiaso · Luigi Contessi · Carlo Costigliolo · Luigi Costigliolo · Giuseppe Domenichelli · Roberto Ferrari · Carlo Fregosi · Romualdo Ghiglione · Ambrogio Levati · Francesco Loi · Vittorio Lucchetti · Luigi Maiocco · Ferdinando Mandrini · Lorenzo Mangiante · Antonio Marovelli · Michele Mastromarino · Giuseppe Paris · Manlio Pastorini · Ezio Roselli · Paolo Salvi · Giovanni Tubino · Giorgio Zampori · Angelo Zorzi | BèlgicaEugenius Auwerkerken · Théophile Bauer · François Claessens · Augustus Cootmans · Frans Gibens · Albert Haepers · Dominique Jacobs · Félicien Kempeneers · Jules Labéeu · Hubert Lafortune · Auguste Landrieu · Charles Lannie · Constant Loriot · Nicolaas Moerloos · Ferdinand Minnaert · Louis Stoop · Jean Van Guysse · Alphonse Van Mele · François Verboven · Jean Verboven · Julien Verdonck · Joseph Verstraeten · Georges Vivex · Julianus Wagemans                              | FrançaGeorges Berger · Émile Bouchès · René Boulanger · Alfred Buyenne · Eugène Cordonnier · Léon Delsarte · Lucien Démanet · Paul Durin · Georges Duvant · Fernand Fauconnier · Arthur Hermann · Albert Hersoy · André Higelin · Auguste Hoël · Louis Kempe · Georges Lagouge · Paulin Lemaire · Ernest Lespinasse · Émile Martel · Jules Pirard · Eugène Pollet · Georges Thurnherr · Marco Torrès · François Walker · Julien Wartelle · Paul Wartelle |
| Equips sistema lliure detalls      | DinamarcaGeorg Albertsen · Rudolf Andersen · Viggo Dibbern · Fritz Eisenöe · Aage Frandsen · Hans Trier Hansen · Hugo Helsten · Harry Holm · Herold Jansson · Robert Johnsen · Christian Juhl · Vilhelm Lange · Svend Madsen · Peder Marcussen · Peder Møller · Lukas Nielsen · Niels Turin Nielsen · Steen Olsen · Oluf Olsson · Christian Pedersen · Hans Rønne · Harry Sørensen · Christian Thomas · Knud Vermehren                                                                                                | NoruegaAlf Aanning · Karl Aas · Jørgen Andersen · Gustav Bayer · Jørgen Bjørnstad · Asbjørn Bodahl · Eilert Bøhm · Trygve Bøyesen · Ingolf Davidsen · Håkon Endreson · Jacob Erstad · Harald Færstad · Hermann Helgesen · Petter Hol · Otto Johannessen · Johan Anker Johansen · Trygve Kristoffersen · Henrik Nielsen · Jacob Opdahl · Arthur Rydstrøm · Frithjof Sælen · Bjørn Skjærpe · Wilhelm Steffensen · Olav Sundal · Reidar Tønsberg · Lauritz Wigand-Larsen                            | no es concedí |
| Equips sistema suec detalls        | SuèciaFausto Acke · Albert Andersson · Arvid Andersson-Holtman · Helge Bäckander · Bengt Bengtsson · Fabian Biörck · Erik Charpentier · Sture Ericsson-Ewréus · Konrad Granström · Helge Gustafsson · Åke Häger · Ture Hedman · Sven Johnson · Sven-Olof Jonsson · Karl Lindahl · Edmund Lindmark · Bengt Morberg · Frans Persson · Klas Särner · Curt Sjöberg · Gunnar Söderlindh · John Sörenson · Erik Svensén · Gösta Törner                                                                                      | DinamarcaJohannes Birk · Frede Hansen · Frederik Hansen · Kristian Hansen · Hans Jakobsen · Aage Jørgensen · Alfred Frøkjær Jørgensen · Alfred Ollerup Jørgensen · Arne Jørgensen · Knud Kirkeløkke · Jens Lambæk · Kristian Larsen · Kristian Madsen · Niels Erik Nielsen · Niels Kristian Nielsen · Dynes Pedersen · Hans Pedersen · Johannes Pedersen · Peter Dorf Pedersen · Rasmus Rasmussen · Hans Christian Sørensen · Hans Laurids Sørensen · Søren Sørensen · Georg Vest · Aage Walther | BèlgicaPaul Arets · Léon Bronckaert · Léopold Clabots · Jean-Baptiste Claessens · Léon Darrien · Lucien Dehoux · Ernest Deleu · Émile Duboisson · Ernest Dureuil · Joseph Fiems · Marcel Hansen · Louis Henin · Omer Hoffman · Félix Logiest · Charles Maerschalck · René Paenhuijsen · Arnold Pierret · René Pinchart · Gaspar Pirotte · Augustien Pluys · Léopold Son · Édouard Taeymans · Pierre Thiriar · Henri Verhavert                            |

## Medaller
| Posició | País      | Or | Argent | Bronze | Total |
| 1       | Itàlia    | 2  | 0      | 0      | 2     |
| 2       | Dinamarca | 1  | 1      | 0      | 2     |
| 3       | Suècia    | 1  | 0      | 0      | 1     |
| 4       | França    | 0  | 1      | 2      | 3     |
| 5       | Bèlgica   | 0  | 1      | 1      | 2     |
| 6       | Noruega   | 0  | 1      | 0      | 1     |